# (4468) Pogrebetskij
(4468) Pogrebetskij est un astéroïde de la ceinture principale.

## Description
(4468) Pogrebetskij est un astéroïde de la ceinture principale. Il fut découvert le 24 septembre 1976 à Naoutchnyï par Nikolaï Tchernykh. Il présente une orbite caractérisée par un demi-grand axe de 2,36 UA, une excentricité de 0,16 et une inclinaison de 0,6° par rapport à l'écliptique.

## Compléments